# Thyca stellasteris
Thyca stellasteris is een slakkensoort uit de familie van de Eulimidae. De wetenschappelijke naam van de soort is voor het eerst geldig gepubliceerd in 1912 door Koehler & Vaney.